# Чернявский, Михаил Михайлович
Михаил Михайлович Чернявский (бел. Міхаіл Міхайлавіч Чарняўскі; 7 марта 1938, д. Крути, Мядельский район, Минская область — 20 января 2013, Минск) — советский, белорусский археолог, кандидат исторических наук (1971).

## Биография
В 1960 г. окончил Минский педагогический институт, затем — аспирантуру Института истории Академии наук Белорусской ССР.
В 1966—2001 г. работал в Институте истории АН БССР (Институт истории НАН Беларуси).
В 1971 году защитил диссертацию на соискание ученой степени кандидата наук.
В 1990—2001 гг. заведовал отделом археологии каменного и бронзового веков.
Вместе с Владимиром Короткевичем и Зеноном Позняком участвовал в работе клуба белорусской интеллигенции «Академический круг», разгромленного в 1973—1974 гг., после чего М. Чернявский был уволен с работы.
В 1988 - 1989 годах вместе с З.С. Позняком был одним из основателей  общественного движения Белорусский народный фронт «Возрождение» (белор. Адраджэнне). Состоял в социал-демократической партии «Громада».
В 2001 г. вошёл в оргкомитет общественного объединения «Ветераны возрождения».
С 2007 г. — доцент кафедры археологии и специальных исторических дисциплин Белорусского государственного университета.

## Научная деятельность
Область научных интересов — материальная и духовная культура племён каменного и бронзового веков на территории Западной и Северной Беларуси: изучал неманскую археологическую культуру, первобытные стоянки Крывинского торфяника на Витебщине. Исследовал шахты по добыче кремния возле г.п. Красносельский и д. Карповцы Волковысского района.
Автор двух научных монографий, ряда научно-популярных и публицистических книг (с 1997 г. — член Союза писателей Беларуси), свыше 170 научных и 260 энциклопедических статей. Один из авторов книг "Очерки по археологии Белоруссии". Ч. 1. (Мн.: Наука и техника, 1970) и «Белорусская археология: достижения археологов за годы Советской власти» (Мн: Наука и техника, 1987). Опубликовал воспоминания Ларисы Гениюш «Исповедь» («Споведзь»// Маладосць. - 1990. - №1-6).

Экспонаты из археологических раскопок Михаила Чернявского, 1982 год, Минский областной краеведческий музей
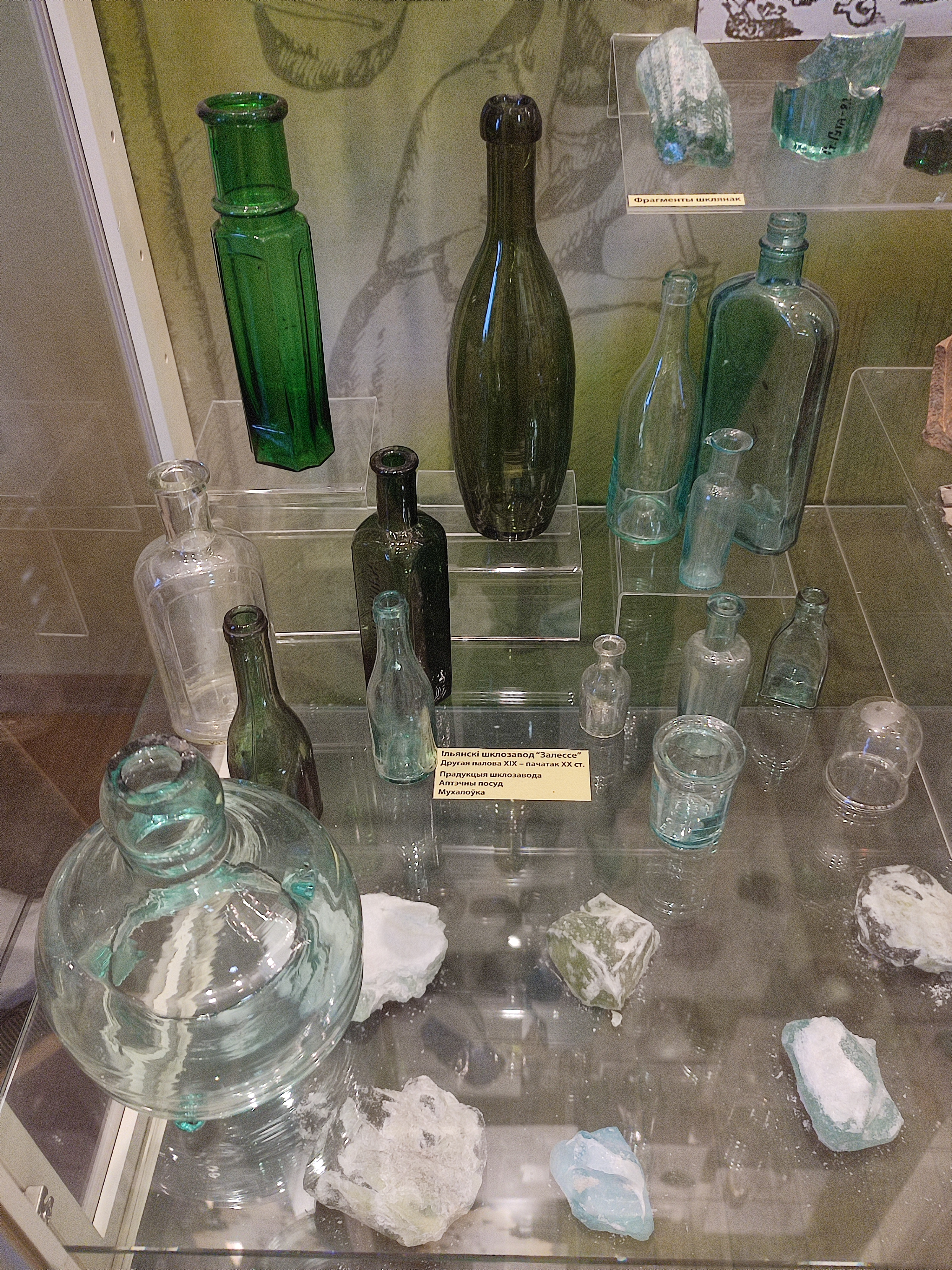
Ильянский стеклозавод «Залесье»
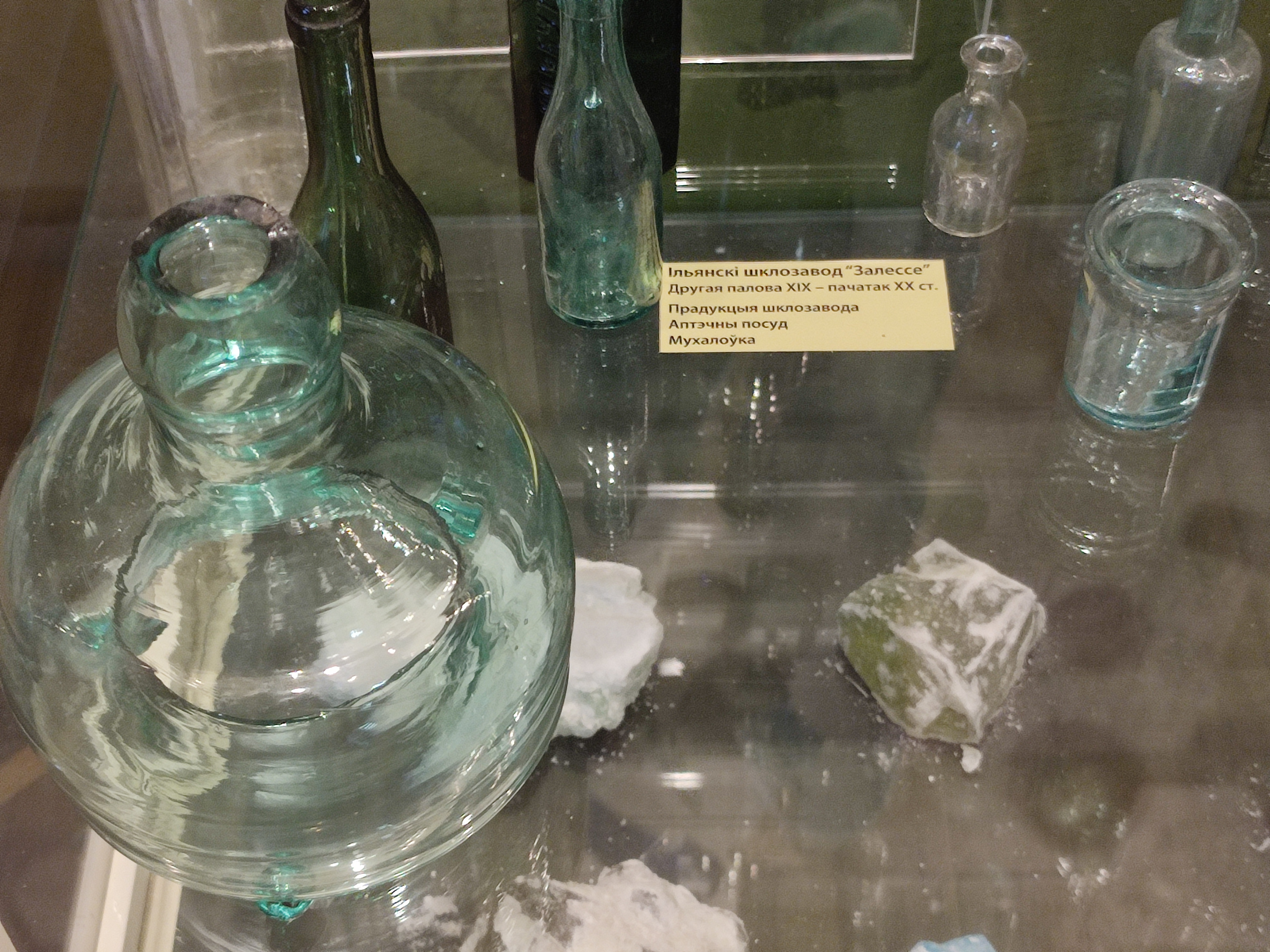
Ильянский стеклозавод «Залесье»
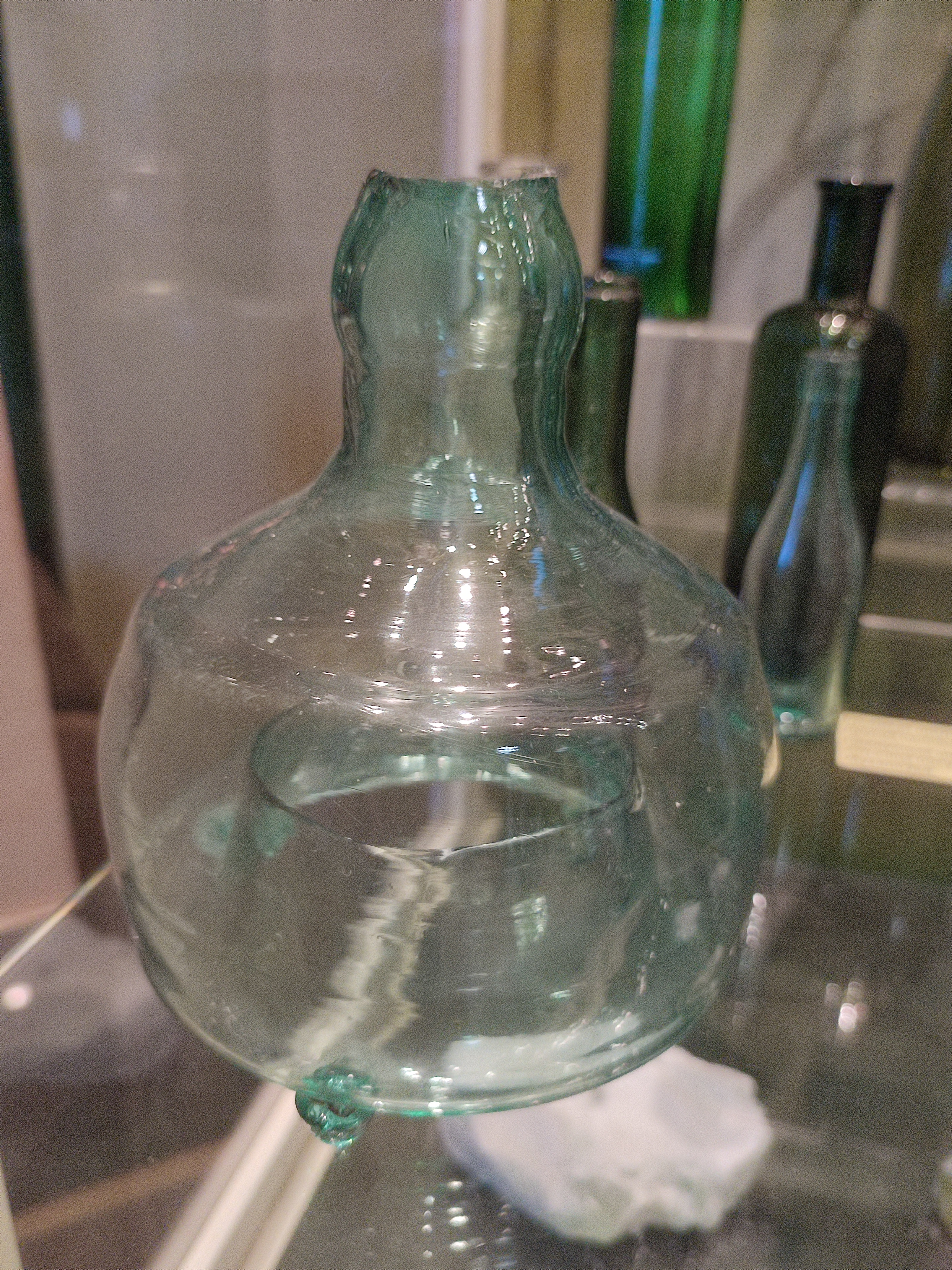
Старинная мухоловка
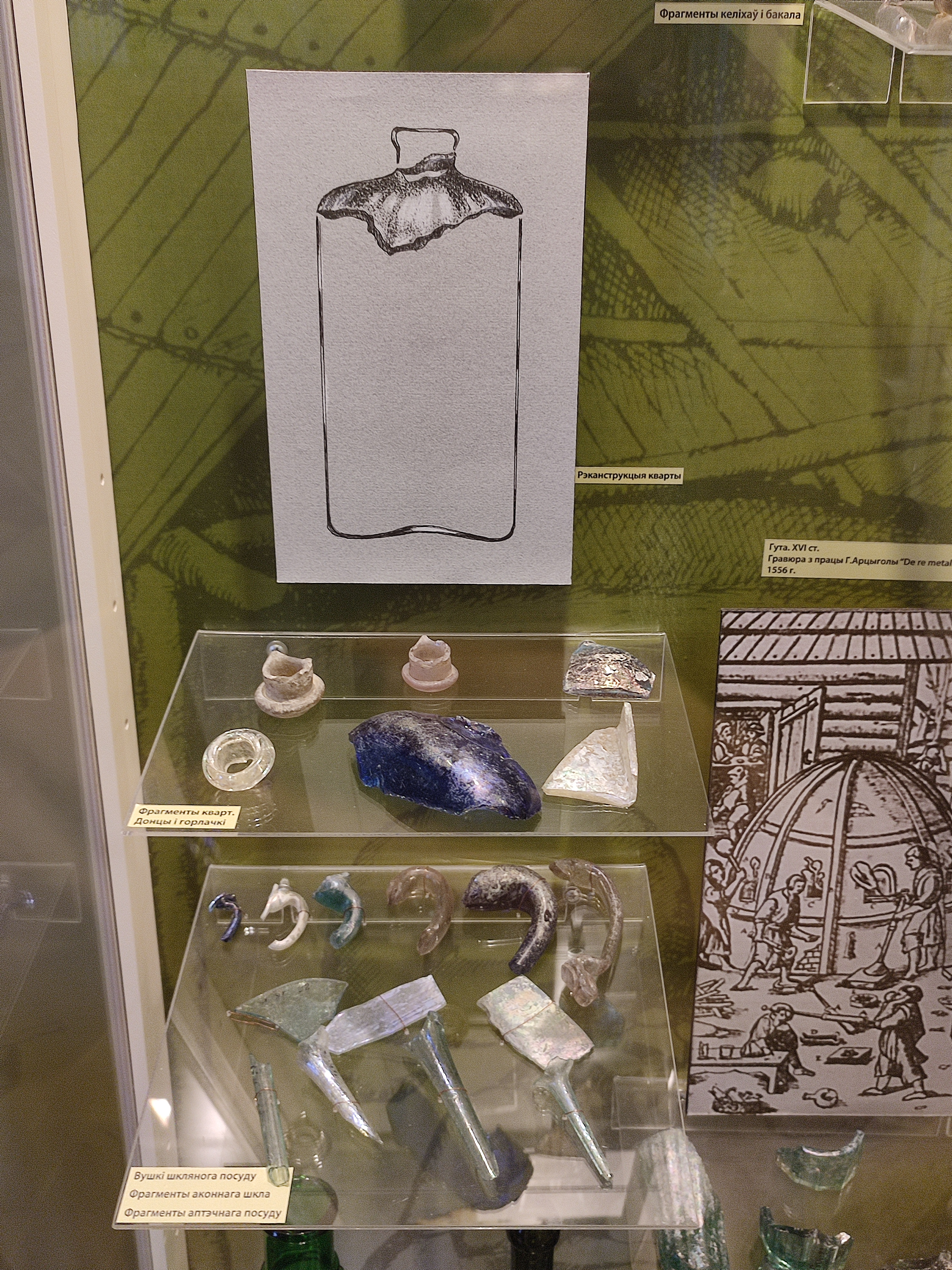
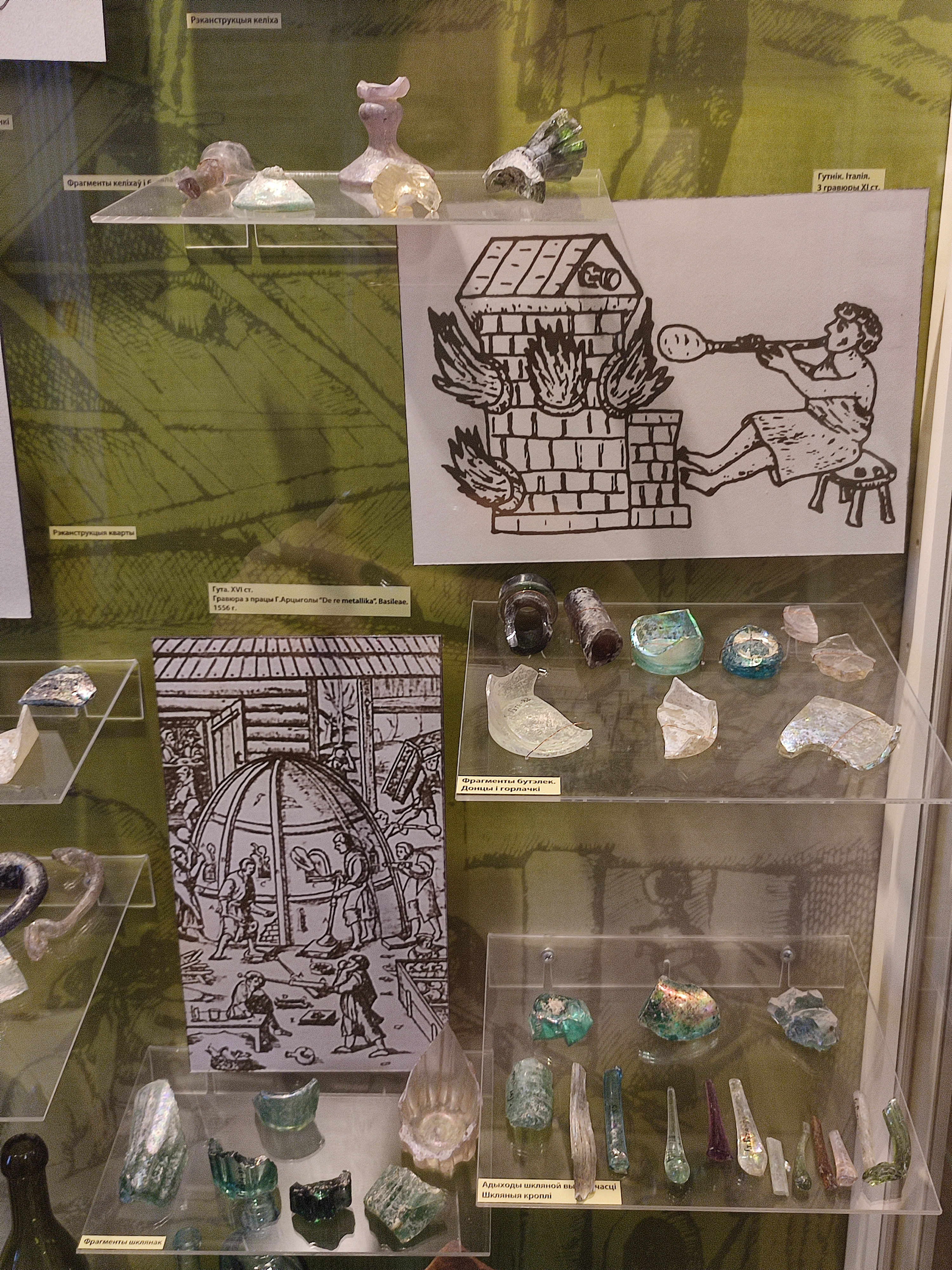

### Избранные труды
- Чернявский М. М. Неолит северо-западной Белоруссии : Автореф. дис. … канд. ист. наук : специальность 07.575 Археология / М. М. Чернявский ; Академия наук Белорусской ССР, Институт истории. — Минск, 1971. — 20 с.[4].
- Чернявский М. Из глубин тысячелетий (З глыбінь тысячагоддзяў. - Мінск: Народная асвета, 1978);
- Чернявский М. Неолит Белорусского Понеманья (Неаліт Беларуская Панямоння [манаграфія]/ Акадэмія навук БССР, Інстытут гісторыі ; навук. рэд. д-р гіст. навук Д. Я. Цялегін - Мн., 1979);
- Чернявский М.  Бронзовый век на территории Беларуси (Бронзавы век на тэрыторыі Беларусі.-  Мінск: Народная асвета, 1981. — 64 с.; іл.);
- Чернявский М. Археологические памятники Минщины (Археалагічныя помнікі Міншчыны, — Мінск: Полымя, 1988. — 24 с., іл.)[5];
- Чернявский М. Иллюстрированная история древней Беларуси (Iлюстраваная гiсторыя старадауняй Беларусi, — Мінск: Выдавецкi цэнтр БДУ, 2003. — 144 с., іл.).
- Чернявский М. Как блеск молнии: Ростислав Лапицкий (Як пошуг маланкі: Расціслаў Лапіцкі. - Мн., 2006).

## Литературное творчество
Является автором книг для детей, в которых популяризируются исторические знания (повести «Стрела Росомахи», «Огнепоклонники»).

## Память
В 2014 году вышел документальный фильм Валерия Мазынского «І выберу Радзіму», посвящённый Михаилу Михайловичу Чернявскому (режиссёр Валерий Мазынский).